# بيت العديل (الطويلة)

تعديل مصدري - تعديل

بيت العديل هي إحدى قرى عزلة بني الذولاني بمديرية الطويلة التابعة لمحافظة المحويت، بلغ تعداد سكانها 193 نسمة حسب تعداد اليمن لعام 2004.